# Classe Hunter
La classe Hunter est une future classe de six frégates de la Royal Australian Navy (RAN) destinée à remplacer la classe Anzac.
La genèse du Future Frigate Program a lieu en 2009, lorsque le Livre blanc sur la défense du gouvernement Rudd signale l'intention d'« acquérir une flotte de huit nouvelles frégates plus grandes que les navires actuels de la classe Anzac », en mettant l'accent sur la lutte anti-sous-marine. Avec un premier appel d'offres attendu en 2019-2020, le gouvernement Abbott annonce en 2014 l'avancement des travaux, finançant une étude de conception préliminaire axée sur l'intégration d'un radar CEAFAR (en) et d'un système de combat Saab sur la coque du destroyer de la classe Hobart.
À la suite d'un rapport de la RAND Corporation sur les options disponibles pour l'industrie de la construction navale australienne, le gouvernement annonce un plan de construction navale de 89 milliards de dollars. Ce plan avance de trois ans le calendrier du Future Frigate Program et annonce un « programme continu de construction qui débutera en 2020 » en Australie-Méridionale. Un processus d'évaluation concurrentiel est annoncé en avril 2016 et un appel d'offres lancé en mars 2017 auprès de trois candidats : Navantia, Fincantieri et BAE Systems dans le cadre d'un processus d'évaluation concurrentiel. Le programme devrait coûter 35 milliards de dollars australiens.
En juin 2018, la frégate BAE Systems Type 26 est désignée lauréate,,.
En février 2024, le vice-premier ministre et ministre de la Défense Richard Marles annonce des changements majeurs dans la flotte de surface de la Royal Australian Navy, la commande de la classe Hunter étant réduite de neuf à six navires. Les six prévus continueront à remplacer la classe Anzac, et une nouvelle classe de 11 nouvelles frégates polyvalentes sera choisie pour servir aux côtés de la classe Hunter,. A cette date, le coût unitaire atteint la somme, extrêmement élevée par rapport à ses équivalents - deux à quatre fois plus - de quatre milliards d'euros par frégate.

## Conception
La frégate de classe Hunter aura un déplacement à pleine charge de 8 800 tonnes et mesurera environ 150 mètres de longueur. Le navire sera capable de naviguer à plus de 27 nœuds et disposera d'un effectif complet de 180 membres d'équipage,.
Une interface tactique Saab avec le système de combat Aegis équipera la classe. Le navire pourra transporter un hélicoptère de lutte ASM MH-60R et pourra accueillir d'autres avions australiens tels que l'hélicoptère NHIndustries MRH90.

## Construction
Les navires seront construits par BAE Systems Australia au chantier naval d'Osborne,,. La première tôle d'acier est découpée sur des prototypes en décembre 2021. 
En 2022, le projet de frégate de la classe Hunter accuse un retard de quatre ans et le coût des navires est de 15 milliards de dollars plus élevé que prévu initialement. Ces problèmes conduisent le projet à l'ajout de la liste des « projets préoccupants » de la Défense.
En 2023, la première découpe d'acier pour un tronçon de coque définitif marque le début de la mise sur cale du navire de tête de la classe.

## Navires de la classe
| Nom          | N° de fanion | Constructeur                   | Commande     | Pose de la quille | Lancement | Commission | Statut          | Nommé d'après    |
| ------------ | ------------ | ------------------------------ | ------------ | ----------------- | --------- | ---------- | --------------- | ---------------- |
| Hunter       |              | BAE Systems Australia, Osborne | 30 juin 2018 | 2023              |           | 2031       | En construction | John Hunter      |
| Flinders     |              | BAE Systems Australia, Osborne | 30 juin 2018 |                   |           |            | Commandé        | Matthew Flinders |
| Tasman       |              | BAE Systems Australia, Osborne | 30 juin 2018 |                   |           |            | Commandé        | Abel Tasman      |
| À déterminer |              |                                |              |                   |           |            |                 |                  |
| À déterminer |              |                                |              |                   |           |            |                 |                  |
| À déterminer |              |                                |              |                   |           |            |                 |                  |